# سید یوسف مدنی تبریزی
سید یوسف مدنی تبریزی از مراجع تقلید شیعه معاصر در آذربایجان بود.

## تحصیلات
وی در حوزه علمیه قم، زیر نظر اساتیدی چون سید حسین بروجردی، سید روح‌الله خمینی، سید محمدحسین طباطبایی و سید محمد محقق داماد به تحصیل پرداخت. 
غیر از رساله توضیح‌المسائل که کتاب فقهی وی جهت مراجعه مقلدینش می‌باشد، کتاب‌های دیگری در موضوعات فقهی و سیاسی از او چاپ شده است. یکی از کتاب‌های جنجالی و معروف وی کتاب ولایت فقیه می‌باشد که در مقابل نظریه ولایت مطلقه نوشته است. او در ۲۶ خرداد ۱۳۹۲ در قم درگذشت.